# Ослинник
Осли́нник, или Эноте́ра, или Ночная свеча (лат. Oenóthera) — род растений семейства Кипрейные (Onagraceae).
Крупный род, включающий растения весьма разнообразного облика: травы и полукустарники, ветвистые или не ветвистые, с простыми, цельнокрайными, зубчатыми, лопастными или перисто-рассечёнными листьями. Растение используется как декоративное, выведены многие красивоцветущие сорта; в садоводстве растение известно под транскрипцией латинского названия «энотера».

## Ботаническое описание

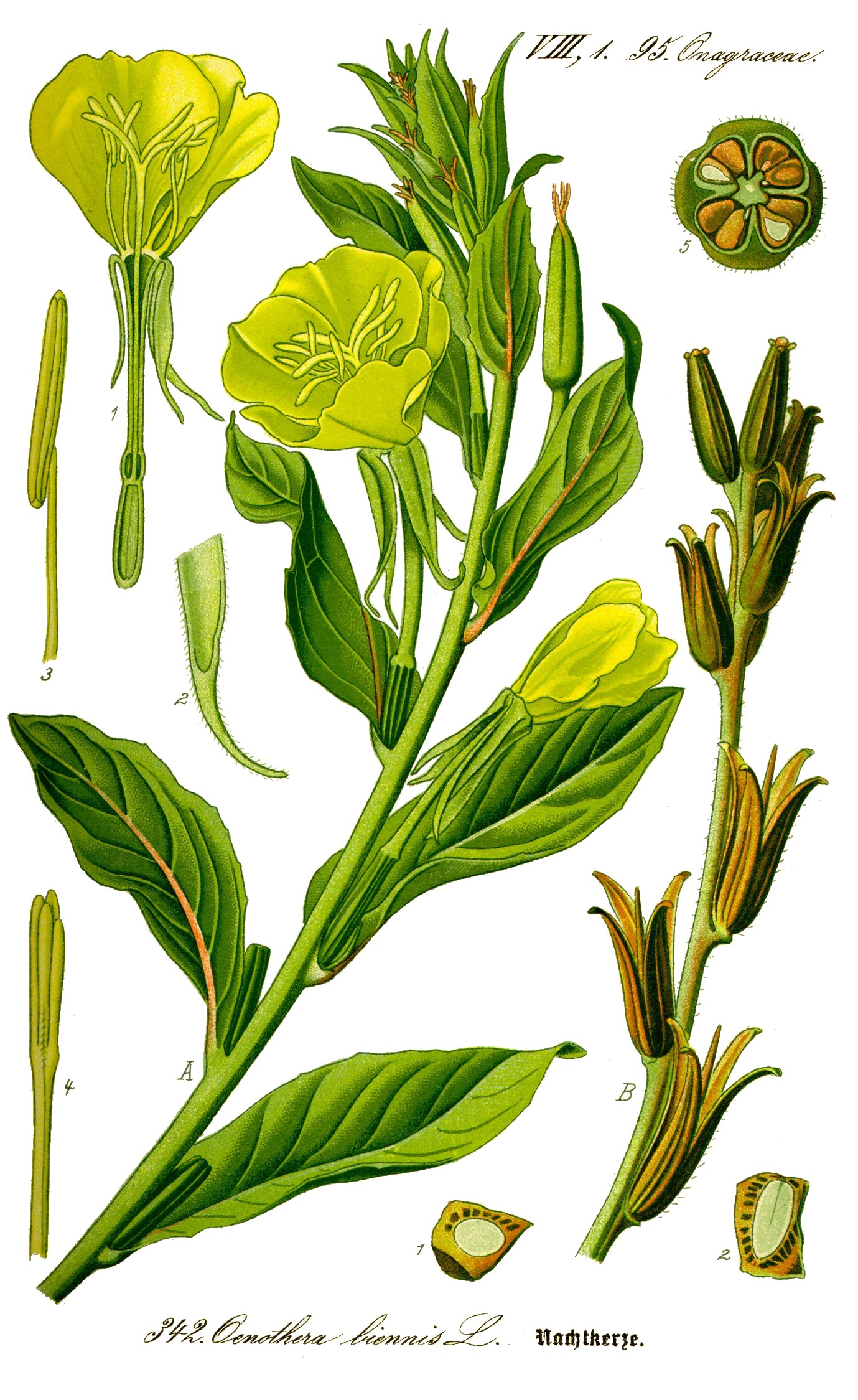
Ослинник двулетний.

Цветки яркие, жёлтые, белые, розовые, красные или голубые (иногда полосатые), помещаются в пазухе листьев по одному, реже по два или пучком. Чашечка с четырьмя спаянными листками, с длинной четырёхгранной трубочкой, венчик с четырьмя лепестками, тычинок 8; пестик с нижней, четырёхгнёздной завязью, со столбиком о четырёх рыльцах.
Плод — многосеменная коробочка.

## Использование
Ослинник двулетний (Oenothera biennis), развивающий толстый мясистый корень, разводится как овощ, так называемый «рапонтика» или «рапунцель»; это растение ввезено в Европу в 1614 году, и с этого времени одичало и распространилось по всей Европе.
Некоторые виды, например, Oenothera grandiflora, Oenothera taraxicifolia, Oenothera speciosa, Oenothera amoena, Ослинник двулетний, Oenothera missouriensis и другие, разводятся как декоративные растения.
Oenothera rubricaulis образует на полях очень устойчивые синузии, в результате чего выделяется при цветении, а затем при плодоношении. По мнению Р. Е. Левиной, вид распространяется благодаря агестохории.[уточнить]

## Классификация

### Таксономическое положение
- Oenothera L., 1753, Sp. Pl. : 346

Род Ослинник входит в семейство Кипрейные (Onagraceae) порядка Миртоцветные (Myrtales) последовательно входящий в клады Мальвиды → Розиды → Суперрозиды → Эвдикоты → Цветковые растения. Таксономическая схема в соответствии с Системой APG IV по состоянию на декабрь 2023 года:
|  |                          |  |                                   |                                   |                     |  | 9 семейств |            |              |                                                                      |
|  |                          |  |                                   |                                   |                     |  |            |            |              | 167 подтвержденных видов и 157 таксонов в статусе "неподтвержденных" |
|  |                          |  |                                   | порядок Миртоцветные              |                     |  |            |            | род Ослинник |                                                                      |
|  |                          |  |                                   | порядок Миртоцветные              |                     |  |            |            | род Ослинник |                                                                      |
|  | клада Цветковые растения |  |                                   |                                   | семейство Кипрейные |  |            |            |              |                                                                      |
|  | клада Цветковые растения |  |                                   |                                   |                     |  |            |            |              |                                                                      |
|  |                          |  | ещё 63 порядка цветковых растений | ещё 63 порядка цветковых растений |                     |  |            | еще 21 род | еще 21 род   |                                                                      |
|  |                          |  |                                   | ещё 63 порядка цветковых растений |                     |  |            |            | еще 21 род   |                                                                      |

### Виды
Некоторые из них:

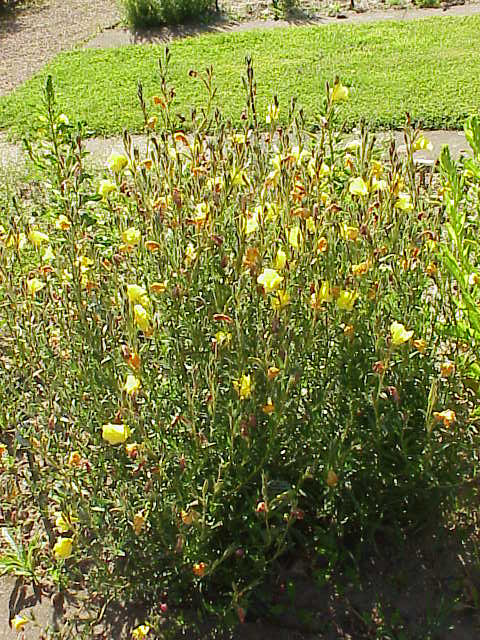
Ослинник душистый (Oenothera odorata)

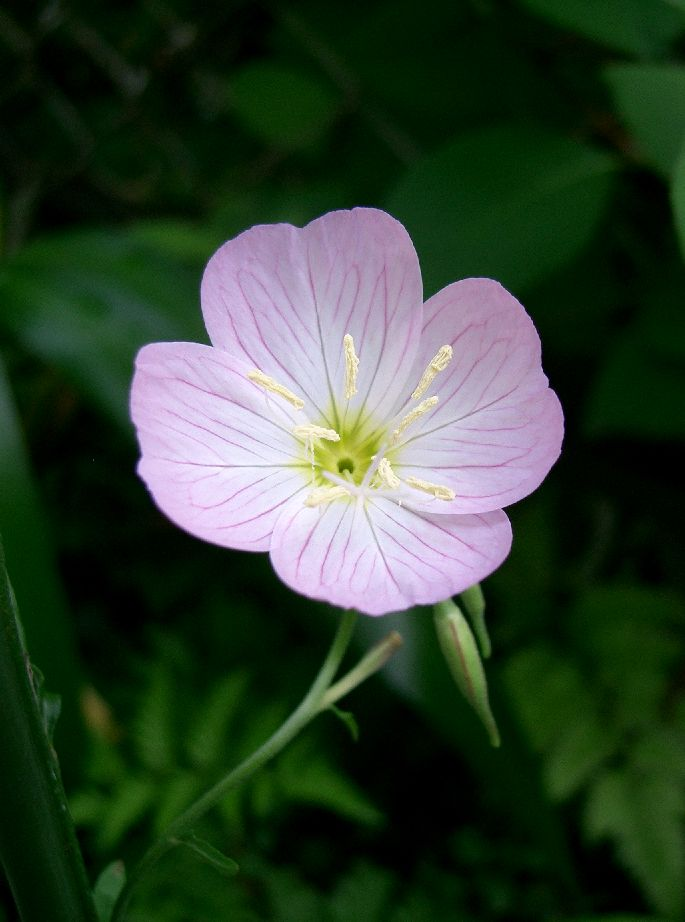
Ослинник красивый (Oenothera speciosa)

- Oenothera biennis L. typus[4] — Ослинник двулетний, включая Oenothera rubricaulis Kleb. — Ослинник красностебельный
- Oenothera glazioviana Micheli — Ослинник Глазиу
- Oenothera lindheimeri (Engelm. & A.Gray) W.L.Wagner & Hoch
- Oenothera odorata Jacq. — Ослинник душистый
- Oenothera speciosa Nutt. — Ослинник красивый